# سائوگا
سائوگا (به لاتین: Sauga) یک منطقهٔ مسکونی در استونی است که در دهستان سائوگا واقع شده‌است. سائوگا ۱٬۲۷۳ نفر جمعیت دارد.